# Nathan ben Jechiel
Nathan ben Jechiel (auch: Natan ben Jechiel; * um 1020 in Rom; † 1106 ebenda) war italienisch-jüdischer Gelehrter, Lexikograf und eine talmudische Autorität.
Von ihm stammt das Werk Aruch (Arukh, "gerüstet", "bereitet"), das erste Spezialwörterbuch zum Talmud. Es zitiert zu einzelnen Stichworten viele Belegtexte aus heute oft verlorenen Schriften, führt rabbinische Ausdrücke auf ihre (vermeintliche) Herkunft im Griechischen, Lateinischen, Persischen usw. zurück. 
Der Arukh wurde ein unentbehrliches Handbuch für die kommenden Jahrhunderte und beeinflusste die Arbeit an rabbinischen Lexika bis in die Gegenwart.